# Justine Favart
Marie Justine Benoîte Favart, nata Duronceray (Avignone, 14 giugno 1727 – Parigi, 21 aprile 1772), è stata una ballerina, cantante lirica e drammaturga francese.
Ha giocato un ruolo cruciale nel cambiamento del gusto operistico parigino. Nata a Avignone, è diventata una delle figure più significative del teatro francese del suo tempo.
Madame Favart ha contribuito alla transizione dalle norme operistiche francesi a uno stile lirico influenzato dai modelli italiani, evolvendo infine nell'opéra comique francese. Era anche una riformatrice innovativa nei costumi teatrali, introducendo abiti più semplici e realistici rispetto ai sontuosi costumi di corte precedenti.
Entrata nel mondo dello spettacolo in giovane età, ha rapidamente guadagnato fama per le sue abilità sia come cantante che come attrice. Si è unita alla compagnia dell'Opéra-Comique di Parigi, dove ha incontrato e successivamente sposato Charles-Simon Favart, un noto drammaturgo e librettista. Insieme, hanno formato una delle coppie più influenti del teatro francese.
In collaborazione con suo marito e altri autori, ha partecipato a numerose opere di successo, tra cui "La fille mal gardée". La sua carriera fu segnata da un episodio turbolento con Maurice de Saxe, che la costrinse a fuggire e a essere confinata in un convento fino alla morte di de Saxe nel 1750. Dopo questo evento, Justine riprese la sua carriera alla Comédie-Italienne, dove rimase una figura di rilievo per vent'anni.
Tra i ruoli da lei creati vi sono La Vieille, Robinette e Thérèse nell'opera "La fée Urgèle" di Egidio Duni. La sua vita e carriera furono romanzate nell'opéra comique "Madame Favart" di Jacques Offenbach.
Le opere drammatiche di Marie Justine Favart comprendono:
- 1753: "Les amours de Bastien et Bastienne"
- 1754: "La feste d'amour, ou Lucas et Colinette"
- 1757: "Les encorcelés, ou Jeannot et Jeannette"
- 1758: "La fille mal gardée, ou Le pédant amoureux"
- 1760: "La fortune au village"

Madame Favart morì a Parigi il 22 aprile 1772, all'età di 44 anni. La sua eredità vive nelle opere che ha contribuito a creare e nei ricordi del pubblico che ha intrattenuto, segnando un'epoca di innovazione e transizione nel teatro musicale francese.